# Žrnovnica

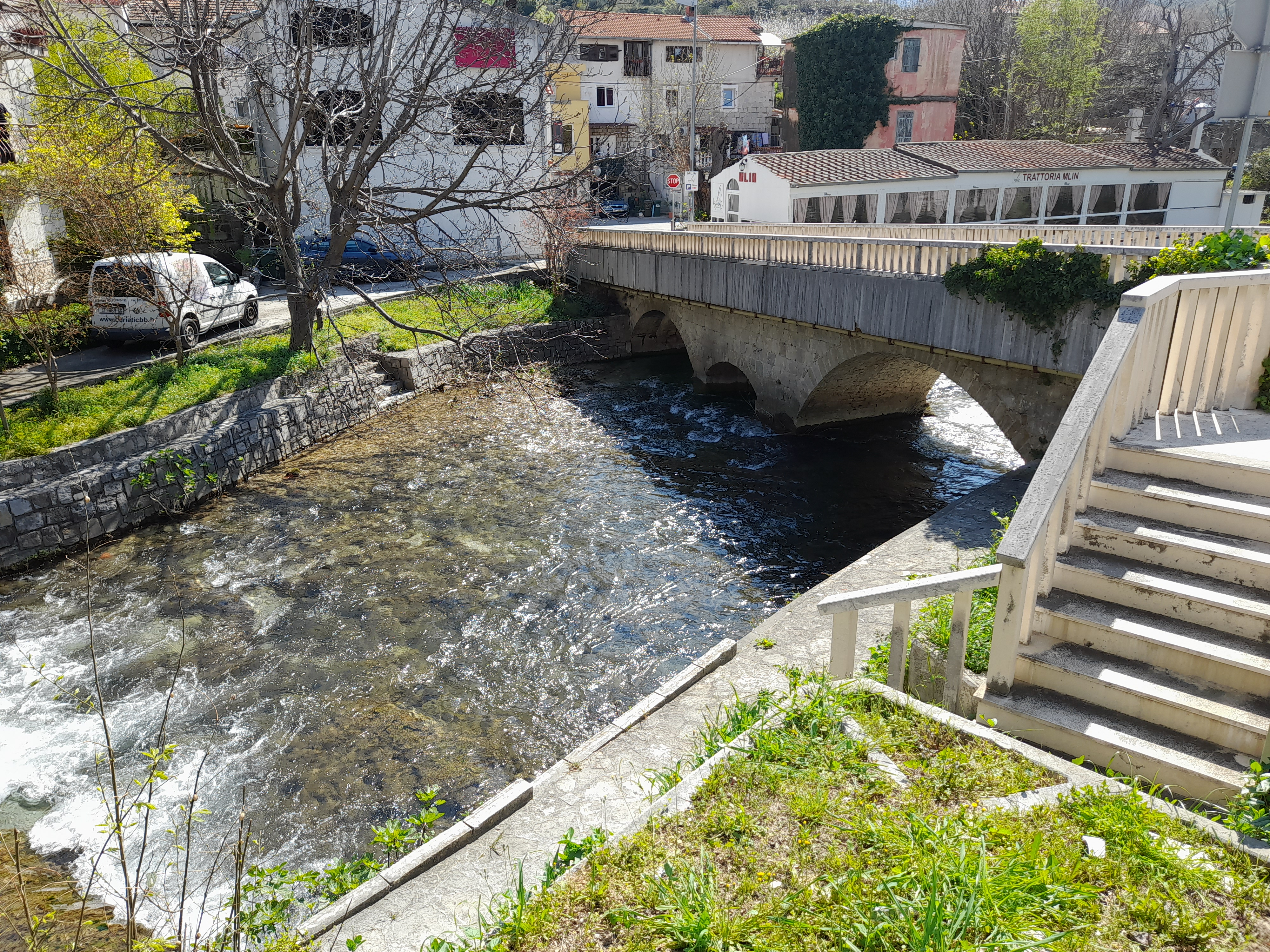
vue de Žrnovnica

Žrnovnica est un village de Croatie dépendant de la municipalité de Kaštela dans le comitat de Split-Dalmatie. En 2011 sa population était de 3 222 habitants.